# Taenaris gisela
Taenaris gisela är en fjärilsart som beskrevs av Hans Fruhstorfer 1904. Taenaris gisela ingår i släktet Taenaris och familjen praktfjärilar. Inga underarter finns listade i Catalogue of Life.